# Kreuzigungsfenster (Ploemel)

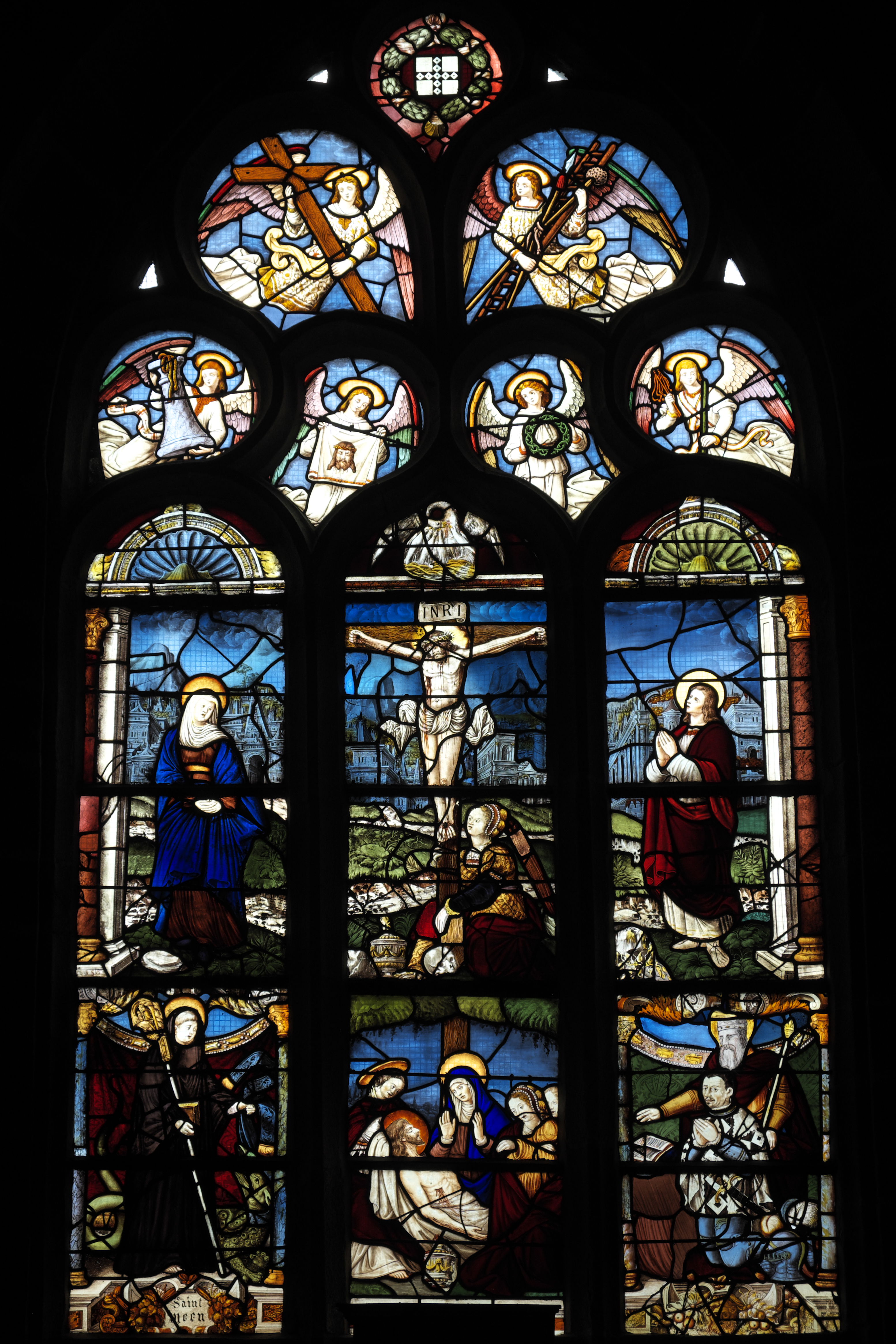
Kreuzigungsfenster in Ploemel

Das Kreuzigungsfenster in der katholischen Kapelle St-Méen in Saint-Méen, einem Ortsteil der französischen Gemeinde Ploemel im Département Morbihan der Region Bretagne, wurde vermutlich 1556 geschaffen. Das Bleiglasfenster wurde 1912 als Monument historique in die Liste der geschützten Objekte (Base Palissy) in Frankreich aufgenommen.
Das zentrale Fenster im Chor wurde von einer unbekannten Werkstatt geschaffen. Es zeigt auf drei Lanzetten eine Kreuzigungsszene mit der Kreuzigung Jesu und die Beweinung Christi (unten Mitte). Unten links ist der heilige Méen und rechts außen der Stifter (kniend) dargestellt.
Im Maßwerk wurden 1902 bei der Restaurierung des Fensters durch das Atelier Laumonnier neue Scheiben eingebaut. Im Jahr 1962 fand die letzte Restaurierung durch das Atelier Hubert de Sainte Marie statt.

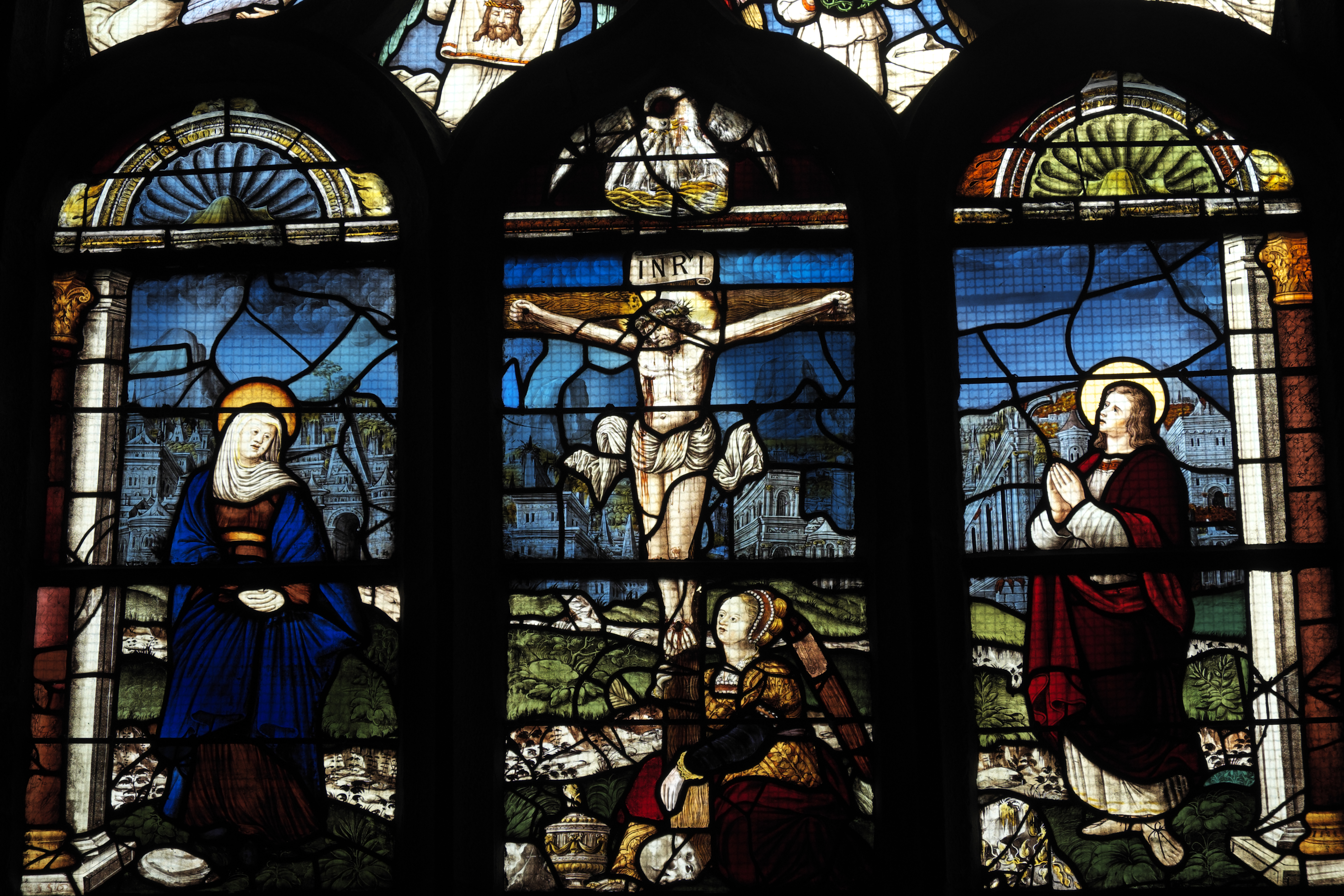
Kreuzigungsszene
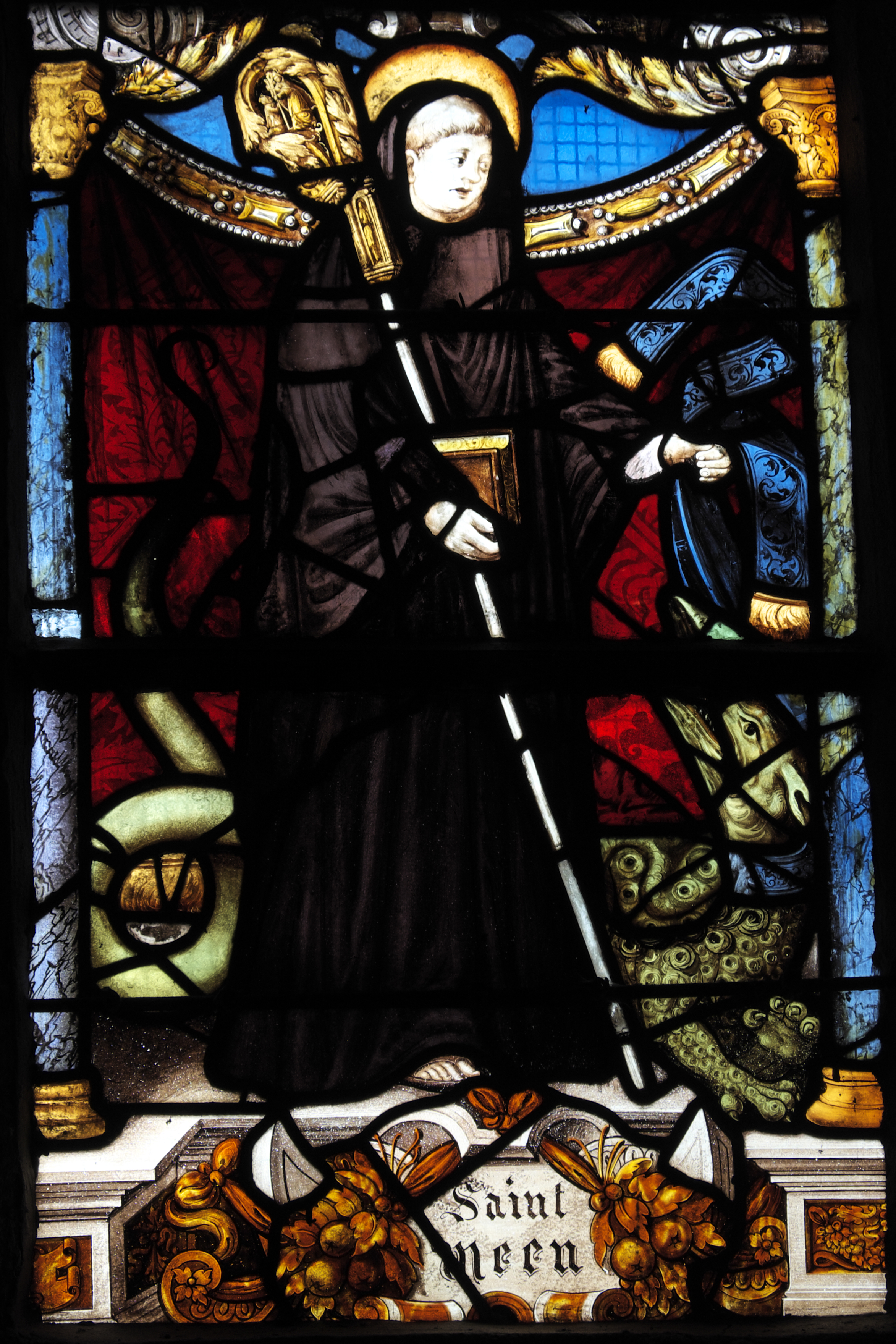
Heiliger Méen
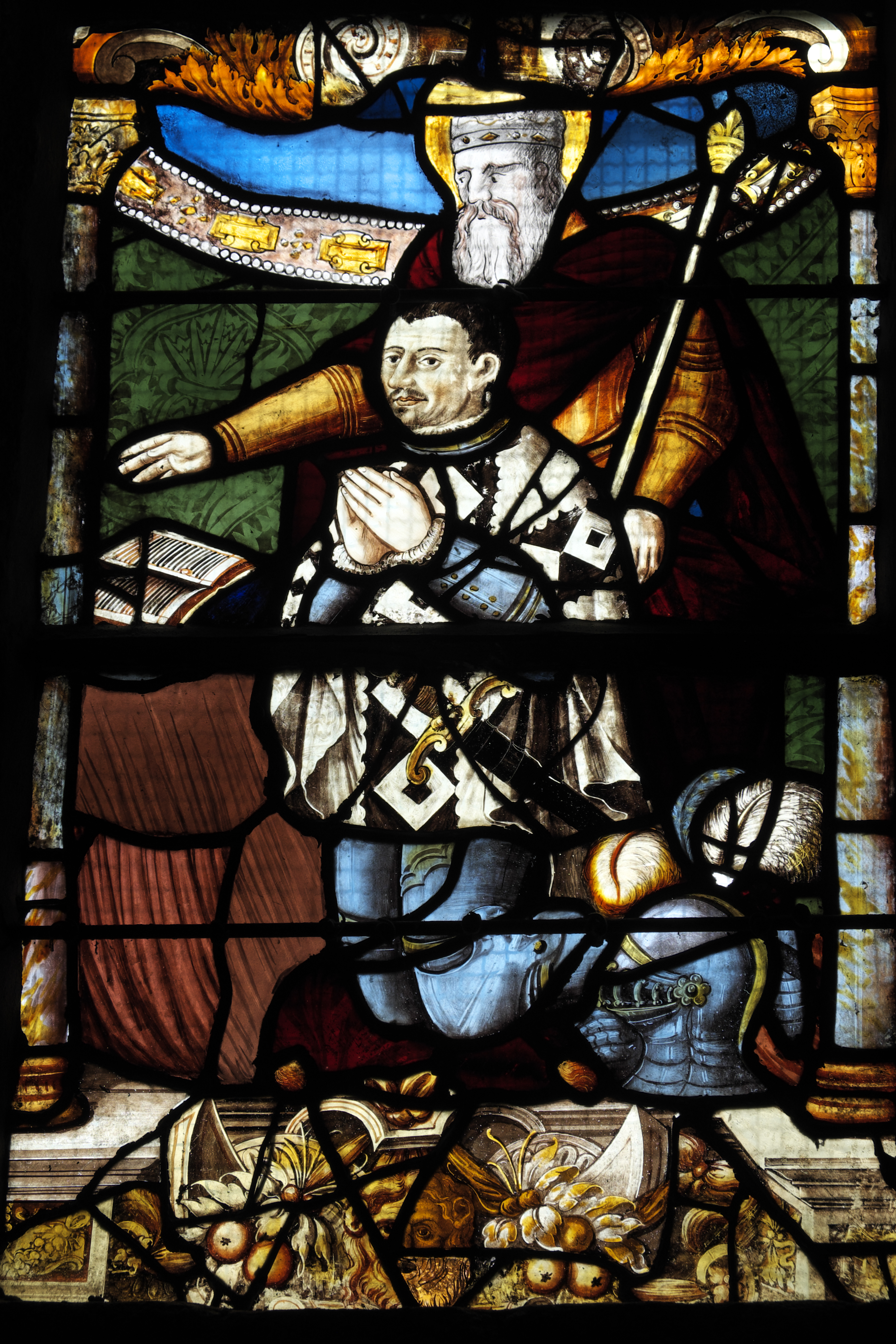
Stifter mit einem heiligen König (?)